# Кузнецов, Аполлон Александрович
Аполлон Александрович Кузнецов (20 января 1892, Севастополь — 30 августа 1960, Москва) — советский военно-морской деятель, контр-адмирал (1940).

## Биография
Окончил Морской корпус (1907—1914).
Службу проходил старшим офицером артиллерийской батареи крепости Петра Великого, вахтенным начальником на эсминцах «Сторожевой», «Разящий», линейном корабле «Севастополь» (1914—1918). С февраля 1918 по декабрь 1921 — 2-й помощник командира линейного корабля «Севастополь». С декабря 1921 по декабрь 1924 — командир канонерской лодки «Красное Знамя». С декабря 1924 по апрель 1932 — командир крейсера «Профинтерн», который под его командованием с 22 ноября 1929 по 18 января 1930 совершил переход из Кронштадта в Севастополь. С апреля 1932 по декабрь 1934 — командир крейсера «Аврора». С декабря 1934 по июль 1938 — командир отряда учебных кораблей Балтийского флота.  19 июля 1938 г. приказом НК ВМФ № 0720 назначен командиром Ленинградского военного порта, старший морской начальник в Ленинграде. Приказом № 0604 от 6 ноября 1939 Наркома ВМФ была сформирована Ленинградская военно-морская база Краснознамённого Балтийского флота, командиром которой назначили А. А. Кузнецова. Приказом № 00168 от 5 июля 1940 Наркома ВМФ Ленинградская военно-морская база расформирована. С августа 1940 по август 1941 — командир Беломорской военно-морской базы Северного флота. С августа по ноябрь 1941 — командир экспедиции особого назначения Краснознамённого Балтийского флота. С августа 1941 до февраля 1942 — начальник Аварийно-спасательного управления ВМФ СССР. С ноября 1941 по август 1942 — заместитель начальника Главного управления экспедиции подводных работ особого назначения (ЭПРОН) ВМФ СССР. С августа 1942 по июнь 1943, оставаясь в кадрах ВМФ, находился в распоряжении Наркомата речного флота СССР. С июня 1943 по январь 1945 — заместитель начальника Управления судоподъёмных и аварийно-спасательных работ на речных бассейнах Наркомата ВМФ. С января 1945 — заместитель начальника управления Главного военно-речного управления аварийно-спасательных и судоподъёмных работ Министерства речного флота СССР. С февраля 1947 в отставке.
Скончался в Москве 30 августа 1960 года, захоронен в колумбарии Нового Донского кладбища.

## Звания
- Мичман (13 октября 1914);
- Капитан 1-го ранга (28 ноября 1935);
- Флагман 2-го ранга (15 января 1940);
- Контр-адмирал (4 июня 1940[4]).

## Награды
Орден Ленина (1945),
Орден Красного Знамени (1944),
два ордена Красной Звезды (1938, 1944),
два ордена Российской империи.